# Peter Gutzmer

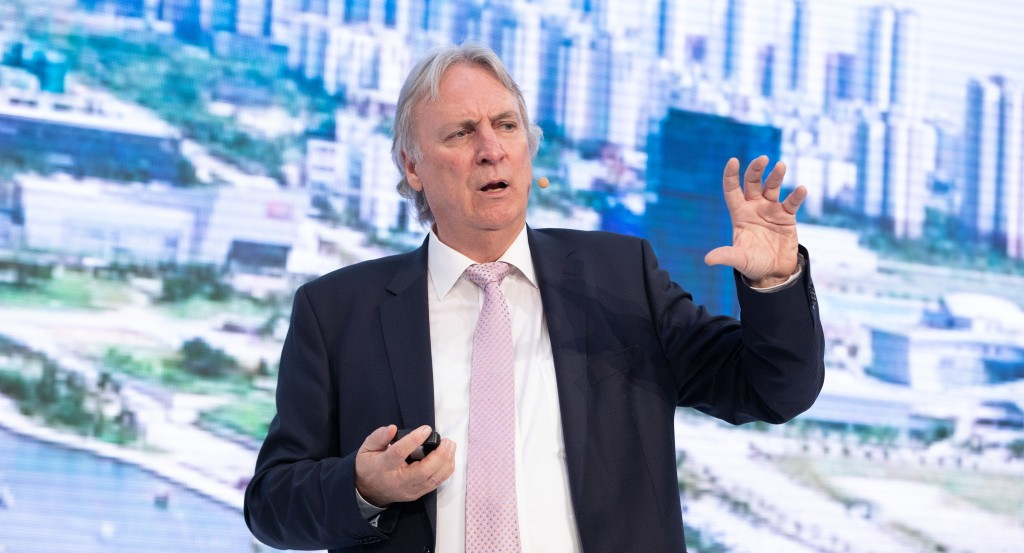
Peter Gutzmer (2018)

Peter Gutzmer (* 27. Dezember 1953) ist ein deutscher Manager im Ruhestand. Bis Ende 2019 war er stellvertretender Vorstandsvorsitzender und Vorstand für Technologie der Schaeffler AG.

## Leben
Gutzmer studierte ab 1974 Maschinenbau an der Universität Stuttgart. Anschließend promovierte er 1989 in der Fachrichtung Verbrennungsmotoren.
Nach sechs Jahren Forschungsaktivitäten am Forschungsinstitut für Kraftfahrwesen und Fahrzeugmotoren Stuttgart startete er 1984 seine Karriere bei der Porsche AG. Er übernahm verschiedene Führungs- und Projektleitungsaufgaben für Motor- und Fahrzeugprojekte. In seiner letzten Position bei Porsche leitete er das Projektmanagement und die Fahrzeugentwicklung. Außerdem war er stellvertretender Entwicklungsvorstand.
Seit 2001 ist Gutzmer bei der Schaeffler-Gruppe in der Geschäftsleitung für den Bereich Technische Produktentwicklung verantwortlich. Von 2002 bis 2006 war er außerdem Vorsitzender der Geschäftsleitung der LuK Gruppe in Bühl. Von 2009 bis 2011 übernahm er erneut eine weitere Verantwortung und leitete den Geschäftsbereich Motorsysteme im Bereich Powertrain bei der Continental AG. Er richtete diesen Bereich neu aus und initiierte verschiedene strategische Gemeinschaftsprojekte von Schaeffler und Continental. Mit der Umfirmierung zur Schaeffler AG im Jahr 2011 wurde er zum Vorstand Technologie berufen. Im Juni 2014 wurde Peter Gutzmer zum stellvertretenden Vorstandsvorsitzenden der Schaeffler AG bestellt.
Peter Gutzmer setzt sich vor allem mit unkonventionellen Innovationen für die Elektromobilität ein und führt die Diskussion über zukünftige Mobilitätslösungen. Er ist seit Anbeginn in der Rennserie Formel E aktiv. Peter Gutzmer engagiert sich für eine sachliche und ausgewogene Diskussion für zukünftige Antriebssysteme und Mobilitätskonzepte.

## Funktionen

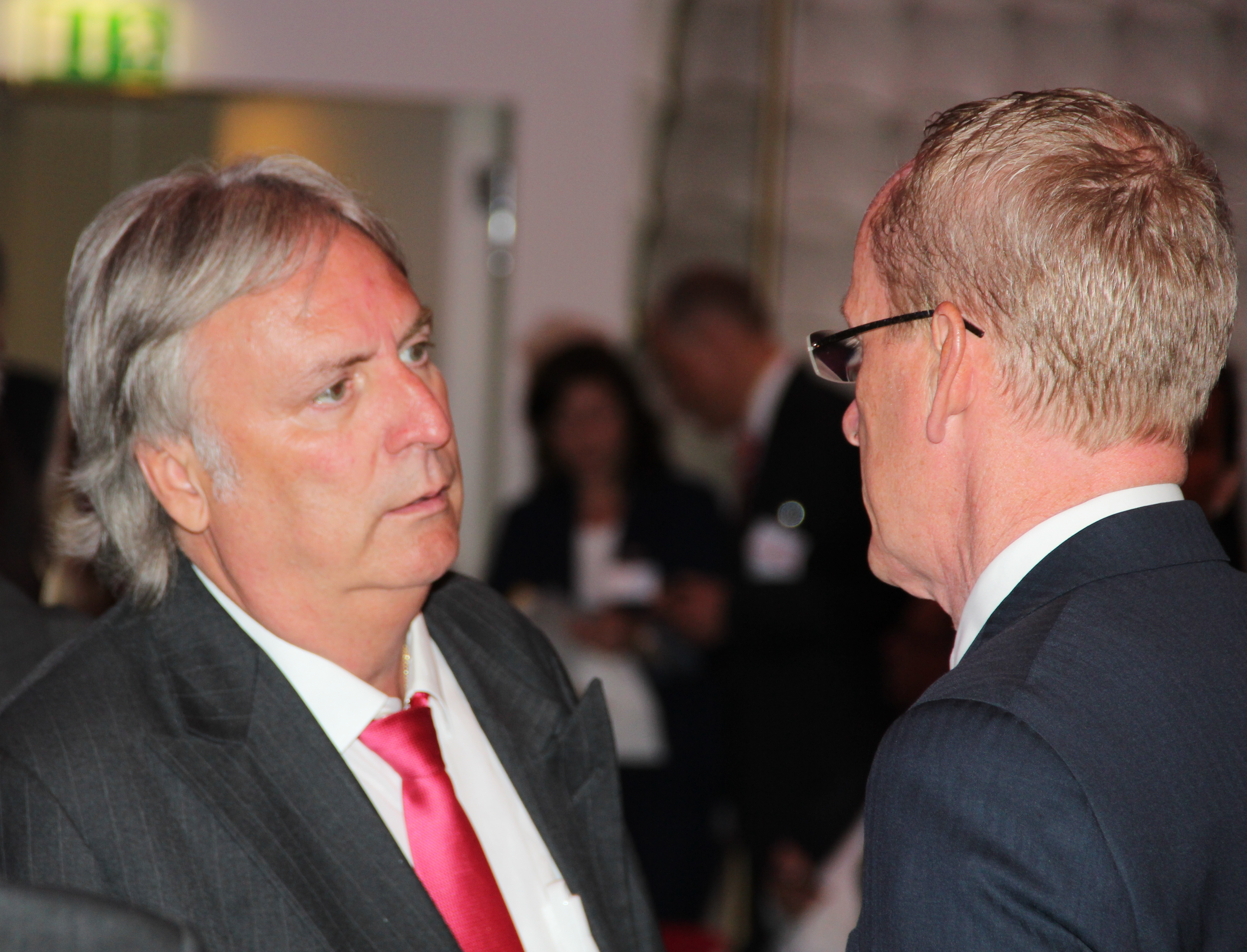
Peter Gutzmer 2013 im Gespräch mit Karl-Thomas Neumann auf dem Elektromobilitätsgipfel in Berlin

Peter Gutzmer ist Lehrbeauftragter und Honorarprofessor am Karlsruher Institut für Technologie (KIT), Mitglied des Hochschulrates des Chinesisch-Deutschen Hochschulkollegs (CDHK) sowie Honorarprofessor an der Tongji-Universität Shanghai und seit 2017 Gastprofessor an der Southwest Jiaotong University in Chengdu.
Außerdem ist er Mitglied im Vorstand der Forschungsvereinigung Verbrennungskraftmaschinen (FVV) e. V. und seit 2017 Vorsitzender des Vorstands der FVV. Er ist Vorsitzender des VDA-Ausschusses der Entwicklungsleiter der deutschen Automobilzulieferer sowie Mitglied der Nationalen Plattform Elektromobilität (NPE), Arbeitsgruppe Antriebstechnologie und Fahrzeugintegration.
Peter Gutzmer war von 2010 bis 2012 Verwaltungsratsmitglied bei Emitec und ist seit Dezember 2013 Mitglied des Aufsichtsrates der Continental AG.